# Дребна пясъчна риба
Дребната пясъчна риба (Lithognathus mormyrus) е вид бодлоперка от семейство Sparidae. Видът не е застрашен от изчезване.

## Разпространение и местообитание
Разпространен е в Албания, Алжир, Ангола, Бенин, Босна и Херцеговина, Габон, Гамбия, Гана, Гвинея, Гвинея-Бисау, Гибралтар, Гърция, Демократична република Конго, Египет, Екваториална Гвинея, Еритрея, Западна Сахара, Йемен, Израел, Испания, Италия, Кабо Верде, Камерун, Кипър, Кот д'Ивоар, Либерия, Либия, Ливан, Мавритания, Малта, Мароко, Мозамбик, Монако, Намибия, Нигерия, Оман, Португалия, Сао Томе и Принсипи, Саудитска Арабия, Сенегал, Сиера Леоне, Сирия, Словения, Судан, Того, Тунис, Турция, Франция, Хърватия, Черна гора и Южна Африка.
Обитава крайбрежията и пясъчните дъна на полусолени водоеми, океани и морета. Среща се на дълбочина от 1,5 до 150 m, при температура на водата от 17,2 до 20,2 °C и соленост 35,3 — 37,6 ‰.

## Описание
На дължина достигат до 55 cm.
Продължителността им на живот е около 12 години.